# Anny-Chantal Levasseur-Regourd
Anny-Chantal Levasseur-Regourd (Semur-en-Auxois, 16 aprile 1945 – Neuilly-sur-Seine, 1º agosto 2022) è stata un'astronoma e fisica francese, specializzata nello studio delle comete, degli asteroidi, dei piccoli corpi planetari e della polvere interplanetaria. Fu anche docente-ricercatrice presso l'Università di Parigi VI dove insegnò astronomia, fisica spaziale e scienze fisiche.

## Biografia
Laureata in matematica nel 1964 all'Ecole Normale Supérieure de l'Enseignement Technique, antenata dell'Ecole Normale Supérieure de Paris, Anny-Chantal Levasseur-Regourd (lei preferiva chiamarsi con le iniziali, "ACLR") ottenne un dottorato in fisica nel 1976 sotto la supervisione del professor Jacques Blamont con una tesi in cui analizzava le osservazioni atmosferiche e astronomiche effettuate dal satellite D2A (Tournesol) con un contributo allo studio della luce zodiacale. Dopo la tesi di dottorato, collaborò con René Dumont allo studio dell'ambiente interplanetario e della luce zodiacale. Le sue osservazioni hanno aiutato a produrre la prima mappa globale della luce zodiacale in intensità e polarizzazione e a fornire vincoli sulle proprietà fisiche locali della polvere interplanetaria.
Svolse la carriera come insegnante-ricercatrice presso l'Università di Parigi VI dove diventò professoressa nel 1985, insegnando astronomia, fisica spaziale e scienze fisiche. Tra il 1990 e il 2000 fu una dei responsabili del programma di ricerca postdottorale in Tecniche spaziali e astronomia presso l'Osservatorio di Parigi.
Nell'ambito della sua ricerca, condotta durante tutta la sua carriera presso l'Aeronomy Service (SA) e poi il suo successore (dal 2009) il Laboratorio Atmosphères Observations Spatiales (LATMOS), fu coinvolta in diverse missioni spaziali per studiare le comete e la loro polvere. Fu in particolare responsabile dello strumento OPE (Optical Probe Experiment) a bordo della prima sonda di esplorazione spaziale dell'ESA, Giotto lanciata nel 1986 e destinata allo studio della cometa di Halley. È stata anche membro del team scientifico della missione spaziale europea Rosetta per lo studio della cometa 67P/Churyumov-Gerasimenko. 
Anny-Chantal fu anche responsabile scientifica del progetto EyeSat student cubesat lanciato dal CNES nel 2019. Infine, ha partecipato attivamente allo sviluppo della fotocamera EnVisS, un imager polarimetrico multi-lunghezza d'onda per la missione ESA Comet Interceptor, che dovrebbe esser lanciata nel 2029 con l'obiettivo di osservare una cometa di origine interstellare o al suo primo transito per il sistema solare interno.
Un suo lavoro ha contribuito anche a definire una classificazione delle comete in base alle loro curve di fase di polarizzazione, ancora oggetto di discussione nella comunità astronomica.
Nel 1977 fu una dei 53 finalisti (su 2 000 candidature) per la selezione dei primi astronauti dell'Agenzia spaziale europea. Unica donna tra i finalisti, alla fine non fu selezionata.
Ha presieduto, tra le altre, la Commissione sulle Comete della Société Astronomique de France e la Commissione sulla Radiazione di Fondo Galattica ed Extragalattica 2 dell'Union International Astronomy (dal 1988 al 1991). Presiedette l'Anno mondiale dell'astronomia in Francia nel 2009.
Anny-Chantal Levasseur-Regourd è morta il 1º agosto 2022 all'età di 77 anni a Neuilly-sur-Seine vicino a Parigi.

## Riconoscimenti
- Prix Thorlet de l’Académie des sciences: 1976[4]
- Prix des Dames: 1986
- Prix Henry-Rey: 2009

L'asteroide 6170 Levasseur si chiama così in suo onore.

## Opere
- Les comètes et les astéroïdes.
- (FR) Anny-Chantal Levasseur-Regourd, André Brahic, Thérèse Encrenaz, François Forget, Marc Ollivier e Sylvie Vauclair, Système solaire et planètes, Parigi, Ellipses, 2009,  p. 249, ISBN 978-2-7298-4084-6.
- (FR) Janet Borg e Anny-Chantal Levasseur-Regourd, L'exploration cométaire. De l'Antiquité à Rosetta, Parigi, Éditions Nouveau Monde, 2018,  p. 231, ISBN 978-2-36942-524-3.